# وست کلمبیا (کارولینای جنوبی)
وست کلمبیا(به انگلیسی: West Columbia) شهری در ایالت کارولینای جنوبی کشور ایالات متحده آمریکا است که جمعیت آن در سرشماری سال ۲۰۱۰ میلادی، ۱۴٬۹۸۸ نفر بوده‌است.